# 張民好
张民好（韓語：장민호；本名：张豪根(장호근)，1977年9月11日—）, 韓國男歌手、主持人。 他曾于2020年出演过TV朝鲜电视台播出的一档节目，即《明天是Mr.Trot》，最终获得第6名的成绩。2022年在《Forbes Korea》公布的名人排行榜上排名第十。

## 生涯

### 出道前
张民好1977年出生于釜山，中学起开始参加表演培训班，担任过配角演员和广告模特等，1996年在他20岁的时候，以乐天制果新品口香糖的广告模特身份进入演艺圈。

### 偶像组合"U-BES"
之后通过试镜成为偶像男子组合"U-BES(유비스)"的主唱，1997年作为歌手出道。 U-BES虽积累了一定的知名度，但随着韩国金融危机的到来，经济不景气外加与经纪公司的问题等导致组合在发售完第二张专辑后就解散了。 在此之后，张民好一边做游泳讲师，一边赚学费。他说，做游泳讲师期间与一些阿姨的交流经验对他日后的演歌歌手生涯提供了巨大的帮助。

### 抒情歌手"风"
U-BES解散后，2004年张民好成为了男子抒情二人组"风(바람)"中的一员。当时的"风"曾凭借MV在中国崭露头角，甚至出演了中国的电视节目，为进军中国打下了基础， 但遗憾的是，还没来得及大放异彩，2007年便接到入伍通知书入伍了。 退伍后，张民好放弃了歌手梦，在准备航空公司空乘考试时，所属经纪公司的代表建议他尝试转型做“演歌”歌手。

### 演歌歌手
2011年，张民好发行单曲《我爱你，姐姐 (사랑해 누나)》。 2012年，他以演歌歌手的身份出演了KBS2的一档选秀节目《我人生最后的选秀(내 생애 마지막 오디션)》，与歌手REN组成二人组“Let Me Know”获得了冠军。
2013年发行歌曲《男人说(남자는 말합니다)》。之后发行的《七号国道(7번국도)》、《电视剧(드라마)》等歌曲，並成立了粉丝俱乐部。

### 出演《Mr.Trot》
2020年，在韩国掀起演歌热潮的TV朝鲜电视台的比赛节目《明天是Mr.Trot》播出了。当时已成为炽手可热的演歌歌手的张民好也参加了这档节目进行挑战，最终获得了第6名，他23年的歌手人生由此发生逆转。 从“U-BES”偶像组合到“Mr.Trot”，他24年的励志故事成为许多人的榜样。 《明天是Mr.Trot》播出后，张民好在歌手出道24年后终于迎来了完美的全盛期，出演的节目开始增多。他在节目中向观众展现了出色的口才和综艺感，甚至成为了综艺节目的流量密码。 之后，持续走红的他又在多档节目展现了之前没有机会向观众展示的音乐才能，还担任过多种节目的主持人，稳重机智的主持能力得到了大众的认可。
此外，在《Mr.Trot》播出后，张民好被选为多种产品的广告代言人，还获得了2020 MTN电视广告节CF明星奖新人奖。
2021年，张民好召开了出道24周年的首场个人演唱会，门票顷刻售罄，演唱会最终圆满结束，并且在KBS演艺大赏上获得了优秀奖。
2022年1月，内含张民好首场个人演唱会的演唱会电影《张民好电视剧最后一集》以电影的形式上映，同年11月发行的第二张正规专辑《ETERNAL》创下了初次销量123,351张的记录，获得了“Hanteo Chart初次青铜认证牌”。

## 学历
- 仁川大建高等学校 (毕业)
- 中部大學 (韓國) (毕业)
- 檀國大學 (毕业)

## 歌手经历
- 1997年~1998年 组合“U-BES (유비스)”成员
- 2004年~2005年 组合“风 (바람)”成员
- 2011年~现在 演歌独唱歌手

## 韩国音乐著作权协会
| 姓名   | 登记名字       | 登记編號 | 参与歌曲列表 |
| ------ | -------------- | -------- | ------------ |
| 장민호 | 장민호/ 장호근 | 10013936 | [ 26 ]       |

## 音樂作品

### 正规专辑
| 专辑 | 专辑资料                                                                          | 曲目 |
| 1st  | 专辑 1 - 标题: DRAMA - 格式: CD - 发行日期: 2017年1月2日 - 语言: 韩语, 汉语, 日语 | 1. 连理枝 (연리지) 2. 电视剧 (드라마) 3. 男人说 (남자는 말합니다) 4. 知道我的名字吧 (내 이름 아시죠) 5. 如风般的人生 (바람같은 인생) 6. 男人对男人 (남자 대 남자) 7. 我的弟弟 (내 동생) 8. 我爱你，姐姐 (사랑해 누나) 9. 水银灯 (수은등) 10. 男人说 (JPN Ver.) 11. 男人说 (CHN Ver.) 12. 连理枝 (MR) 13. 电视剧 (MR) 14. 男人说 (MR) 15. 男人对男人 (MR) 16. 知道我的名字吧 (MR) |
| 2nd  | 专辑 2 - 标题: ETERNAL - 格式: CD - 发行日期: 2022年11月8日 - 语言: 韩语          | 1. 爱情是你吗 (사랑 너였니) 2. 喝杯红酒吧 (와인 한잔해요) 3. 希望列车 (희망열차) 4. 心在哭泣 (가슴이 울어) 5. 想唱歌 (노래하고 싶어) 6. 鞋带 (신발끈) 7. 时光机 (타임머신) 8. 因爱生恨 (미워야 연인이라 했나요) 9. 眼泪簌簌 (눈물이 뚝뚝) 10. 奏起民乐！ (풍악을 울려라!) |

### 迷你专辑
| 专辑 | 专辑资料                                                                                  | 曲目 |
| 1st  | 首张迷你专辑 - 标题: 男人说 - 格式: CD - 发行日期: 2013年5月16日 - 语言: 韩语, 汉语, 日语 | 1. 我的弟弟 (내동생) 2. 如风般的人生 (바람같은 인생) 3. 男人说 (남자는 말합니다) 4. 我爱你，姐姐 (사랑해 누나) 5. 水银灯 (수은등) 6. 男に言わせるな (남자는 말합니다 JPN Ver.) 7. 男人說 (남자는 말합니다 CHN Ver.) 8. 我的弟弟 (MR) 9. 男人说 (MR)              |
| 2nd  | 第二张迷你专辑 - 标题: Essay ep.1 - 格式: CD - 发行日期: 2022年1月6日 - 语言: 韩语        | 1. 感恩又抱歉的我的人 (고맙고 미안한 내사람) 2. 木讷 (무뚝뚝) 3. 没有正确答案 (정답은 없다) 4. 划吧 (저어라) 5. 独一无二的奇迹 (한 번뿐인 기적) 6. 感恩又抱歉的我的人 (Inst.) 7. 木讷 (Inst.) 8. 没有正确答案 (Inst.) 9. 划吧 (Inst.) 10. 独一无二的奇迹 (Inst.) |

### 單曲
| 专辑 | 专辑资料                                                                                | 曲目                                                                  |
| 1st  | 标题: 我爱你，姐姐 - 格式: CD - 发行日期: 2011年3月21日 - 语言: 韩语                    | 1. 我爱你，姐姐 (사랑해 누나) 2. 我爱你，姐姐(MR)                     |
| 2nd  | 标题: 七号国道 - 格式: Digital download - 发行日期: 2017年7月14日 - 语言: 韩语          | 1. 七号国道 (7번국도) 2. 七号国道 (Inst.)                             |
| 3rd  | 标题: 男人说 New.ver - 格式: Digital download - 发行日期: 2019年3月15日 - 语言: 韩语    | 1. 男人说 New.ver (남자는 말합니다 New.ver) 2. 男人说 New.ver (INST)  |
| 4th  | 标题: 已读不回，不读不回 - 格式: Digital download - 发行日期: 2020年6月8日 - 语言: 韩语 | 1. 已读不回，不读不回 (읽씹 안읽씹) 2. 已读不回，不读不回 (Inst.)     |
| 5th  | 标题: 生活不过如此 - 格式: Digital download - 发行日期: 2021年8月8日 - 语言: 韩语       | 1. 生活不过如此 (사는 게 그런 거지) 2. 生活不过如此 (Inst.)           |
| 6th  | 标题: 荆条 - 格式: Digital download - 发行日期: 2022年5月1日 - 语言: 韩语               | 1. 荆条 (회초리) 2. 相思花 (상사화) 3. 荆条 (Inst.) 4. 相思花 (Inst.) |

### 音乐原声带
| 年份   | 歌曲名称                | 影视名称                         | 备注       |
| ------ | ----------------------- | -------------------------------- | ---------- |
| 2020年 | 一定大发 (대박 날 테다) | MBC 꼰대인턴 上司實習生 (電視劇) | OST Part 5 |

## 电视出演
- 2011年 KBS2 水木劇《荊棘鳥》
- 2011年 SBS 《挑战千曲》
- 2013年 KBS2 《夫妻診所的愛與戰爭》
- 2020年 TV朝鮮 《明天是Mr.Trot》
- 2020年 MBC 《黄金渔场 Radio Star》
- 2020年 JTBC 《認識的哥哥》
- 2020年 KBS 《不朽的名曲》
- 2020年 SBS 《我家的熊孩子》
- 2020年 TV朝鮮  《愛的呼叫中心》
- 2020年 TV朝鮮  《bbong仙花學堂》
- 2020年 tvN 《驚人的星期六》
- 2020年 JTBC 《隱藏的歌手6》
- 2021年 TV朝鮮 《Miss. Trot 2》 導師

## 電影
- 2020年《Mr.Trot：The Movie》
- 2022年《张民好电视剧最后一集》演唱会电影

## 获奖
- 2013年 KBS《我人生最后的选秀》冠军[27]
- 2015年 韩国才能捐赠协会“才能分享大奖”[28]
- 2015年 第3届韩国创造文化艺术大赏“大众音乐部门新人奖”[29]
- 2015年 韩国明星艺术大赏“成人歌谣部门新人奖”[30]
- 2017年 韩国多文化艺术大赏“成人歌谣部门人气奖”[31]
- 2017年 韩国文化艺术大赏“成人歌谣部门人气奖”[32]
- 2017年 2017年国际K-Star奖“成人歌谣人气奖”
- 2018年 歌谣TV音乐奖“优秀奖”
- 2018年 2018闪耀韩国的自豪韩国人大奖“人气奖”
- 2020年 《明天是Mr.Trot》最终第6名
- 2020年 第12届MTN电视广告节“CF新人明星奖”[33]
- 2020年 第12届Melon音乐奖“热门趋势奖”[34]
- 2021年 第17届韩国形象奖“垫脚石奖”[35]
- 2021年 2020 APAN MUSIC AWARDS “APAN Choice最佳K-Trot奖”[36]
- 2021年 KBS演艺大赏真人秀部门“优秀奖”（God Father）[37]

## 外部連結
- 官方网站 
- NAVER （页面存档备份，存于） 
- 張民好的Instagram帳戶 （页面存档备份，存于）
- YouTube上的張民好頻道 （页面存档备份，存于）